# H-II
H-II var Japans första större rymdraket. Efter endast 7 uppskjutningar övergavs raketmodellen och arbetet på en ny raket startade, H-IIA.